# باري روان
باري روان (بالإنجليزية: Barry Rowan)‏ (24 أبريل 1942 في المملكة المتحدة - ) هو لاعب كرة قدم بريطاني في مركز جناح ‏. لعب مع كولتشستر يونايتد ونادي إكزتر سيتي ونادي برينتفورد ونادي بليموث أرجايل ونادي ريدنغ ونادي ميدلزبره ونادي ميلوول ودالاس تورنايدو وتورونتو بليزارد وتورونتو بلِيزارد ‏ ونادي دوفر ونادي ديربن يونايتد ‏ وديترويت كوجرز ونادي بول تاون وأوكلاند كليبرز ‏.